# Butternut (Wisconsin)
Butternut és una població dels Estats Units a l'estat de Wisconsin. Segons el cens del 2000 tenia 407 habitants.

## Demografia
Segons el cens del 2000, Butternut tenia 407 habitants, 197 habitatges, i 102 famílies. La densitat de població era de 98,2 habitants per km².
Dels 197 habitatges en un 25,9% hi vivien nens de menys de 18 anys, en un 40,1% hi vivien parelles casades, en un 7,6% dones solteres, i en un 48,2% no eren unitats familiars. En el 43,7% dels habitatges hi vivien persones soles el 24,9% de les quals corresponia a persones de 65 anys o més que vivien soles. El nombre mitjà de persones vivint en cada habitatge era de 2,07 i el nombre mitjà de persones que vivien en cada família era de 2,93.
Per edats la població es repartia de la següent manera: un 24,1% tenia menys de 18 anys, un 8,4% entre 18 i 24, un 27,5% entre 25 i 44, un 19,4% de 45 a 60 i un 20,6% 65 anys o més.
L'edat mediana era de 37 anys. Per cada 100 dones de 18 o més anys hi havia 83,9 homes.
La renda mediana per habitatge era de 30.446 $ i la renda mediana per família de 43.125 $. Els homes tenien una renda mediana de 31.979 $ mentre que les dones 17.000 $. La renda per capita de la població era de 16.002 $. Aproximadament l'1,9% de les famílies i el 7% de la població estaven per davall del llindar de pobresa.

## Poblacions més properes
El següent diagrama mostra les poblacions més properes.